# Karen Steel
Karen Penelope Steel FRS FMedSci es una científica británica que estudia la genética de la sordera, utilizando el ratón como modelo para identificar los genes implicados y comprender los mecanismos moleculares, celulares y fisiológicos que intervienen. Es catedrática de Función Sensorial en el Centro Wolfson de Enfermedades Relacionadas con la Edad del.King's College de Londres. Anteriormente, fue investigadora principal del programa de investigación Genética de la sordera en el Instituto Wellcome Trust Sanger.
Desempeñó un papel destacado en la colaboración que descubrió el Myo7a, el primer gen implicado en la sordera de ratones y humanos. Más recientemente, dirigió el descubrimiento del microARN Mir-96, implicado en la pérdida progresiva de audición en ratones y humanos.
Junto con la profesora Christine Petit, Steel ganó el Royal Society Brain Prize 2012 por su trabajo pionero en la genética de la audición y la sordera.

## Primeros años de vida
En sus primeros años académicos, Steel estaba interesada en estudiar inglés. Su primer contacto con la biología, y también lo que consolidó su carrera de ciencias biológicas, fue en sexto curso. Steel tuvo la oportunidad de escuchar a Dorothy Hodgkin hablar en la Universidad de Bristol sobre la insulina, lo que supuso su primer encuentro con una mujer en la ciencia. Esta experiencia influyó mucho en su interés por estudiar genética.

## Educación
Steel obtuvo su licenciatura en la Universidad de Leeds. Posteriormente se doctoró en el University College de Londres por su trabajo de investigación sobre el oído interno en varios ratones mutantes sordos. Creó el programa de investigación sobre genética del ratón y sordera en el recién creado Instituto MRC de Investigación Auditiva de Nottingham. Tras una segunda estancia en Múnich, regresó a Nottingham para dirigir la investigación genética de ratones.

## Investigación
Steel estudia la genética de la sordera, centrándose principalmente en la genética de ratones para identificar los genes implicados y comprender mejor los mecanismos moleculares, celulares y fisiológicos de la sordera. Esto la llevó a desarrollar una técnica de cribado, un proceso de triaje, que permitía caracterizar ratones mutantes con problemas de audición y desequilibrio. Esto permitió encontrar y caracterizar los genes específicos implicados en estos problemas, causados por células ciliadas o partes del oído alteradas. El proyecto de genética de ratones de Steel también consistió en eliminar varios genes que no se habían estudiado ampliamente y observar si estos genes son esenciales o no en la audición de los ratones. Steel y su grupo de investigación han publicado descripciones fenotípicas de más de 80 mutantes de ratón diferentes. Actualmente, su investigación se centra en la pérdida progresiva de las funciones auditivas, en la que utiliza los modelos de ratón para diagramar la línea temporal de la pérdida auditiva en humanos. También busca genes mutados específicos que se sabe que contribuyen y conducen a la pérdida de audición, lo que le permite centrarse en genes que podrían ser objeto de tratamientos para la pérdida de audición progresiva. Desde 2014, Steel y su equipo han encontrado genes implicados en la pérdida de audición progresiva y han avanzado en la identificación de las diversas vías de las que forman parte estos genes.

## Premios y distinciones
- Galardonada con el premio Kresge-Mirmelstein a la excelencia en la investigación sobre la audición, Nueva Orleans, 1998.
- Miembro electo de la Academia de Ciencias Médicas, Londres, 2004
- Miembro electo del Consejo de la Asociación para la Investigación en Otorrinolaringología (2004-2008)
- Presidente electo de la Sociedad Internacional del Genoma de Mamíferos (2007-2012)
- Preofesora Edith Whetnall, Sección de Otología de la Royal Society of Medicine, Londres, 2008
- Miembro electo de la Royal Society, Londres, 2009
- Premio Europeo de Investigación del Cerebro Grete Lundbeck, 2012
- Premio al Mérito, Asociación para la Investigación en Otorrinolaringología, que se entregará en Baltimore, febrero de 2013[5]

El asteroide 24734 Kareness recibió su nombre de Steel por su descubridor, el hermano de Steel.